# Margaret, 10. Countess of Mar
Margaret, 10. Countess of Mar (* vor 1340; † vor dem 12. / 18. März 1391 / vor dem 22. November 1393), war eine schottische Adlige.

## Leben
Ihr Vater war Domhnall, 8. Earl of Mar, ihre Mutter war Isabel Stewart, Tochter des Sir Alexander Stewart of Bonkyl.
Über ihr Leben ist nur wenig bekannt. Margaret wurde bereits vor dem 13. November 1357 mit William Douglas of Douglas vermählt, der 1358 durch König David II. zum Earl of Douglas ernannt wurde. Mit dem Tod ihres Bruders ging zwar der Titel auf sie über, aber William bezeichnete sich iure uxoris ab diesem Zeitpunkt selbst als Earl of Douglas and Mar und benutzte diesen Titel bis zu seinem Tod im Jahre 1384. Aus dieser Ehe gingen zwei Kinder hervor: James (* um 1358; † 5. August 1388 in der Schlacht von Otterburn), der im Mai 1384 den Titel seines Vaters übernahm und bis zu seinem Tod wie dieser beide Titel führte; und Isabel (auch Isabella), die spätere 11. Countess.
In den wenigen erhaltenen Dokumenten bezeichnete sie sich nach dem Tod ihres Mannes, aber noch zu Lebzeiten ihres Sohnes, selbst als Countess of Douglas, Lady of Mar and Garioch, während ihr Sohn, gleich seinem verwendeten Titel, sie als Countess of Douglas and Mar bezeichnete.
In zweiter Ehe, geschlossen vor dem 27. Juli 1388, heiratete sie John Swinton of Swinton. John wurde bis zu seinem Tod am 14. September 1402 in der Schlacht von Homildon Hill als Lord of Mar bezeichnet, jedoch niemals als Earl.